# Poursuite individuelle masculine aux Jeux olympiques d'été de 1996
Navigation
Barcelone 1992 Sydney 2000
La poursuite individuelle masculine est l'une des huit compétitions de cyclisme sur piste aux Jeux olympiques de 1996. Elle consiste en une série de duels. Les deux cyclistes partent des côtés opposés de la piste et parcourent 16 tours (4 kilomètres) pour essayer de rejoindre l'adversaire. Si aucun cycliste n'est rejoint, les coureurs sont départagés au temps.

## Résultats

### Qualifications (24 juillet)
Les 18 participants se mesurent dans des manches. La qualification pour le tour suivant n'est pas automatique pour les vainqueurs de ces duels. Ce sont les cyclistes avec les huit meilleurs temps qui se qualifient pour les quarts de finale.
| Rang | Coureur              | Pays             | Temps                  | Notes |
| ---- | -------------------- | ---------------- | ---------------------- | ----- |
| 1    | Andrea Collinelli    | Italie           | 4 min 19 s 699 (RM/RO) | Q     |
| 2    | Philippe Ermenault   | France           | 4 min 21 s 295         | Q     |
| 3    | Alexey Markov        | Russie           | 4 min 27 s 074         | Q     |
| 4    | Juan Martínez Oliver | Espagne          | 4 min 27 s 909         | Q     |
| 5    | Bradley McGee        | Australie        | 4 min 27 s 954         | Q     |
| 6    | Heiko Szonn          | Allemagne        | 4 min 29 s 931         | Q     |
| 7    | Walter Pérez         | Argentine        | 4 min 30 s 715         | Q     |
| 8    | Andriy Yatsenko      | Ukraine          | 4 min 30 s 751         | Q     |
| 9    | Kent Bostick         | États-Unis       | 4 min 33 s 008         |       |
| 10   | Artūras Kasputis     | Lituanie         | 4 min 33 s 748         |       |
| 11   | Graeme Obree         | Grande-Bretagne  | 4 min 34 s 297         |       |
| 12   | Robert Karśnicki     | Pologne          | 4 min 35 s 193         |       |
| 13   | Gary Anderson        | Nouvelle-Zélande | 4 min 36 s 918         |       |
| 14   | Vadim Kravchenko     | Kazakhstan       | 4 min 37 s 212         |       |
| 15   | David George         | Afrique du Sud   | 4 min 39 s 531         |       |
| 16   | Phillip Collins      | Irlande          | 4 min 41 s 207         |       |
|      | Jukka Heinikainen    | Finlande         | rejoint                |       |
|      | Peter Pieters        | Pays-Bas         | rejoint                |       |

### 1/4 de finale (24 juillet)
Dans les quarts de finale, les coureurs s'affrontent sur une manche. Les vainqueurs se qualifient pour les 1/2 finales et les perdants reçoivent un rang en fonction de leur temps.
| Série | Rang | Coureur              | Pays      | Temps                  |
| ----- | ---- | -------------------- | --------- | ---------------------- |
| 1     | 1    | Bradley McGee        | Australie | 4 min 24 s 983         |
| 1     | 2    | Juan Martínez Oliver | Espagne   | 4 min 28 s 310         |
| 2     | 1    | Alexey Markov        | Russie    | 4 min 24 s 863         |
| 2     | 2    | Heiko Szonn          | Allemagne | 4 min 31 s 583         |
| 3     | 1    | Philippe Ermenault   | France    | 4 min 22 s 826         |
| 3     | 2    | Walter Pérez         | Argentine | rejoint                |
| 4     | 1    | Andrea Collinelli    | Italie    | 4 min 19 s 153 (RM/RO) |
| 4     | 2    | Bradley McGee        | Australie | rejoint                |

### 1/2 finales (25 juillet)
Dans les demi-finales, les coureurs s'affrontent sur une manche. Les vainqueurs se qualifient pour la finale et les perdants reçoivent un rang en fonction de leur temps. Il n'y a donc pas de match pour la médaille de bronze.
| Série | Rang | Coureur            | Pays      | Temps          |
| ----- | ---- | ------------------ | --------- | -------------- |
| 1     | 1    | Philippe Ermenault | France    | 4 min 24 s 082 |
| 1     | 2    | Alexey Markov      | Russie    | 4 min 26 s 828 |
| 2     | 1    | Andrea Collinelli  | Italie    | 4 min 22 s 775 |
| 2     | 2    | Bradley McGee      | Australie | 4 min 26 s 121 |

### Finale (25 juillet)
Les coureurs qualifiés au tour précédent se rencontrent pour le titre olympique.
| Rang | Coureur            | Pays   | Temps          |
| ---- | ------------------ | ------ | -------------- |
| 1    | Andrea Collinelli  | Italie | 4 min 20 s 893 |
| 2    | Philippe Ermenault | France | 4 min 22 s 794 |

## Sources
- Résultats